# Bohumil Waigant
Bohumil Waigant (26. ledna 1885 Praha – 17. srpna 1930 Hradec Králové) byl český architekt, malíř a sochař. Byl žákem Jana Kotěry a často spolupracoval se svým bratrem sochařem Antonínem Waigantem.

## Život
Bohumil Waigant se narodil v Praze, kde také studoval, a to nejdříve sochařství (u Josefa Pekárka, Karla Nováka a poté u Stanislava Suchardy), potom malířství (u Karla Vítězslava Maška) a nakonec na Umělecko-průmyslové škole u Jana Kotěry dekorativní architekturu. Již během studia navrhl Waigant několik budov v Praze, krátce po studiu začal působit v Kotěrově projekční kanceláři v Hradci Králové (např. se podílel na výstavbě tamějšího městského muzea), do Prahy se ale opakovaně vracel. V roce 1919 odešel do Prešova, kde pracoval jako učitel uměleckořemeslných předmětů na Státní průmyslové škole a kde se oženil s českou učitelkou kreslení a měl s ní jednoho syna. V roce 1928 se i s rodinou vrátil do Hradce Králové, kde kromě architektonické práce také vyučoval odborné technické kreslení. V roce 1928 byl jmenován profesorem. Od roku 1929 působil na Státní průmyslové škole, dnešní střední průmyslové škole stavební v Hradci Králové. Po návratu do Hradce ve městě realizoval ještě dvě stavby.
Dne 17. srpna 1930 v Hradci Králové ve věku 45 let náhle zemřel.
Stylový rejstřík Bohumila Waiganta byl velmi široký: od geometrické secese přes klasicizující prvky až po purismus. Mezi typické prvky jeho prací patří v exteriérech spirálový ornament, nápadné rámování oken, kombinace režného zdiva a hladké omítky, používání zprohýbaných částí průčelí, kazetování v podhledech říms, kanelování mezi okny a především figurální nebo reliéfní plastická výzdoba, kterou často prováděl jeho bratr Antonín. V interiérech pak Waigant kladl důraz na umělecko-řemeslné doplňky (zábradlí, svítidla...). U některých projektů sám také navrhoval nábytek.
Byl členem Spolku výtvarných umělců Mánes.

## Dílo
- Maškova vila (dům pro malíře Karla Vítězslava Maška), Slavíčkova 7, Praha 6 (1901) – spolupráce na návrhu s K. V. Maškem[7]
- obytný dům Kladská čp. 1462, Praha – Vinohrady, ve spolupráci s Emilem Králíčkem (1907–08)[2][4][5]
- Pavilon odborného školství a nábytkový soubor jídelny pro Jubilejní výstavu, Praha (1908)[4][5]
- školní návrhy vily a výstavního pavilonu (1909)[4][5]
- obytný dům Chopinova 1564/8, Praha-Vinohrady (1909)[2][4][5]
- obytný dům Chopinova 1556/6, Praha-Vinohrady (1909)[2][4][5]
- činžovní dům Josefa Juliše, Gočárova tř. 479/2, Hradec Králové (1910)[2][4][5]
- návrh obytného domu, Gočárova tř. 480, Hradec Králové (1910)[4][5]
- činžovní dům Josefa Cardy, Švehlova 512/14, Hradec Králové (1911)[2][4][5]
- návrh obchodního domu Barth (1911)[4][5]
- návrh činžovního domu pro průmyslníka z Prahy – Karlína (1911)[4][5]
- výzdoba divadelního sálu městské radnice, Hořice v Podkrkonoší[4][5]
- Rejchlův dům (dům, v němž bydlel a měl kancelář architekt Václav Rejchl st.), tř. ČSA 543/29, Hradec Králové (1913)[2][4][5]
- činžovní dům Josefa Jihlavce I, tř. ČSA 556/27, Hradec Králové (1914)[2][4][5]
- návrh měšťanské školy v Lanžhotě, 3. místo v soutěži (1922)[4][5]
- nábytkový jídelní 16dílný komplet, Prešov (1924–27)[4][5]
- projekt rolnické záložny v Košicích (20. léta)[4][5]
- interiérové vybavení pro Banku pro obchod a průmysl, Hradec Králové (1927, nedochováno)[4][5]
- činžovní dům Josefa Jihlavce II, Divišova 757/1, Hradec Králové (1928)[2][4][5]
- školní interiér a hřbitovní náhrobky pro Výstavu soudobé kultury, Brno (1928)[4][5]
- návrh na městskou spořitelnu, Hradec Králové (1928)[4][5]
- vnitřní úpravy prostor Národního klubu v Rejchlově domě, tř. ČSA 543, Hradec Králové (1928, nedochováno)[4][5]
- vila Václava a Luisy Tesařových, Čechova ul. 759/1, Hradec Králové (1929)[2][4][5]

Neověřené realizace:
- fasáda domu Mickiewiczova 238/11, Praha 6 (1910–11)
- fasády domů Matoušova 6, Preslova 15 a 17, Praha 5 (1911–12)
- přestavba a nástavba domu U námořníka, Jugoslávská 13, Praha 2 (1912–13)
- fasáda domu Bachmačské náměstí 6, Praha 6 (1913)
- fasáda nárožního domu Kafkova 12, Praha 6 (1913–14)
- fasády činžovních domů Kubelíkova 38 a 41, Čajkovského 21, Praha 3 (1913–14)
- fasády Wuchterlova 4 a Čerchovská 8, Praha (návrh 1914, nerealizováno)
- fasáda domu Boleslavova 9 a 11 Praha 4 (1913–14)
- fasáda domu Polská 17, Praha 2 (1912)
- fasáda domu Moravská 34, Praha 2 (1912)
- fasáda domu Čs. armády 13, Praha 6 (návrh 1912, nerealizováno)
- fasáda domu Žitomírská 34, Praha 10 (1914)
- fasáda domu Přemyslovská 5, Praha 2, zřejmě ve spolupráci s Emilem Králíčkem (1912)
- fasády čtyř domů Řipská 25 a 27, Vinohradská 74 a 76, Praha 3, zřejmě ve spolupráci s Emilem Králíčkem (1912–13)
- fasáda domu Slovenská 23, Praha 2 (1913)
- fasády domů Křesomyslova 8 a 10, Praha 4
- fasáda domu Rašínovo nábřeží 58, Praha 2
- fasáda domu Haštalská 11, Praha 1 (1914–15)
- návrh na budovu pojišťovny Koruna na Václavském náměstí 1, Praha 1 (1912, nerealizováno)
- obchodní a obytný Palác Rokoko , Štěpánská 63 a 65, Václavské náměstí 38 a 40, Praha 1 (1913–15), autorem fasády do ulice a vnitrobloku s diagonální sítí, cihelnou kašnou a keramickými lvíčky mohl být ve spolupráci s Emilem Králíčkem také Bohumil Waigant
- fasáda domu Kaprova 14, Praha 1 (1914–15)

## Galerie

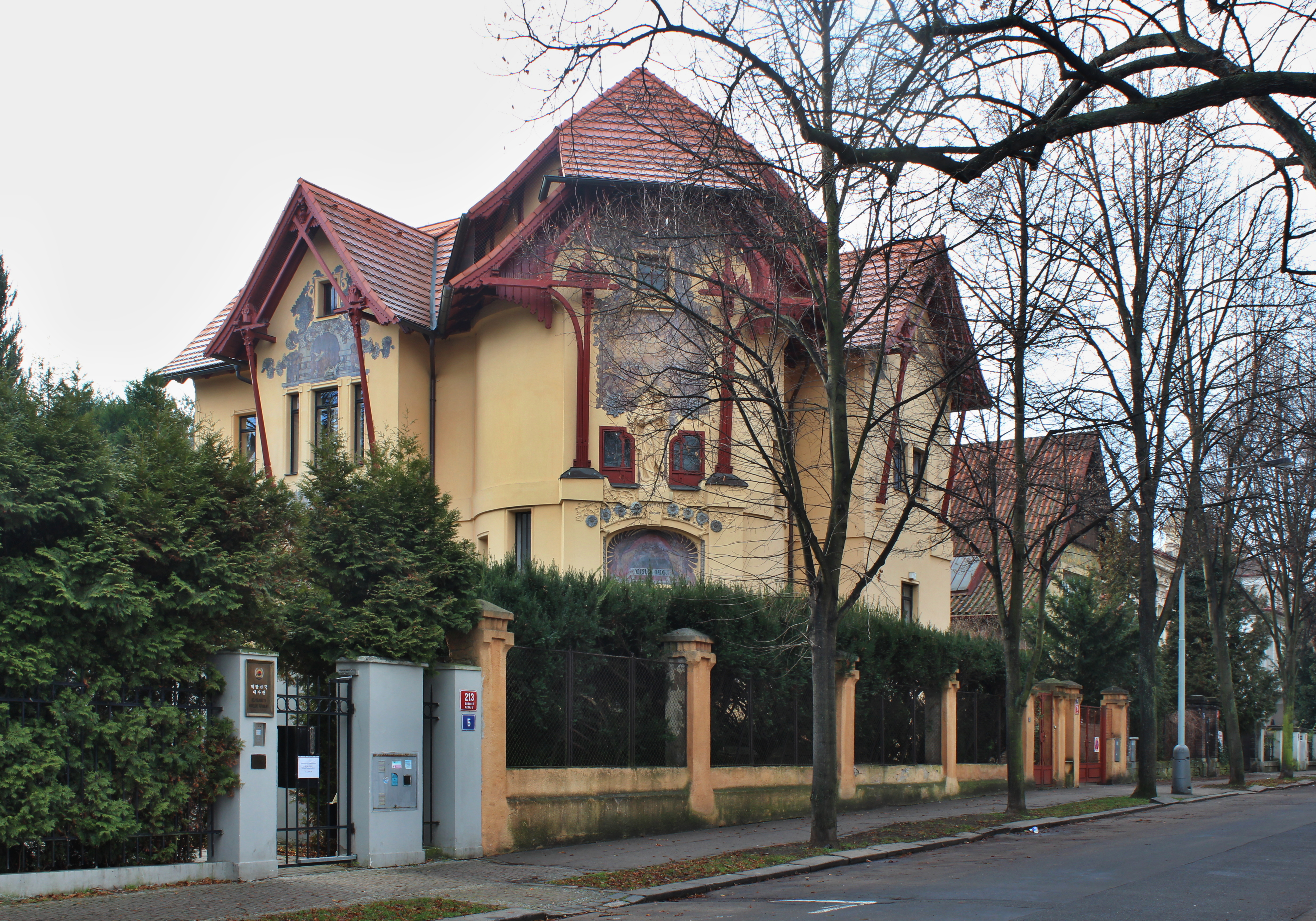
Maškova vila, Praha
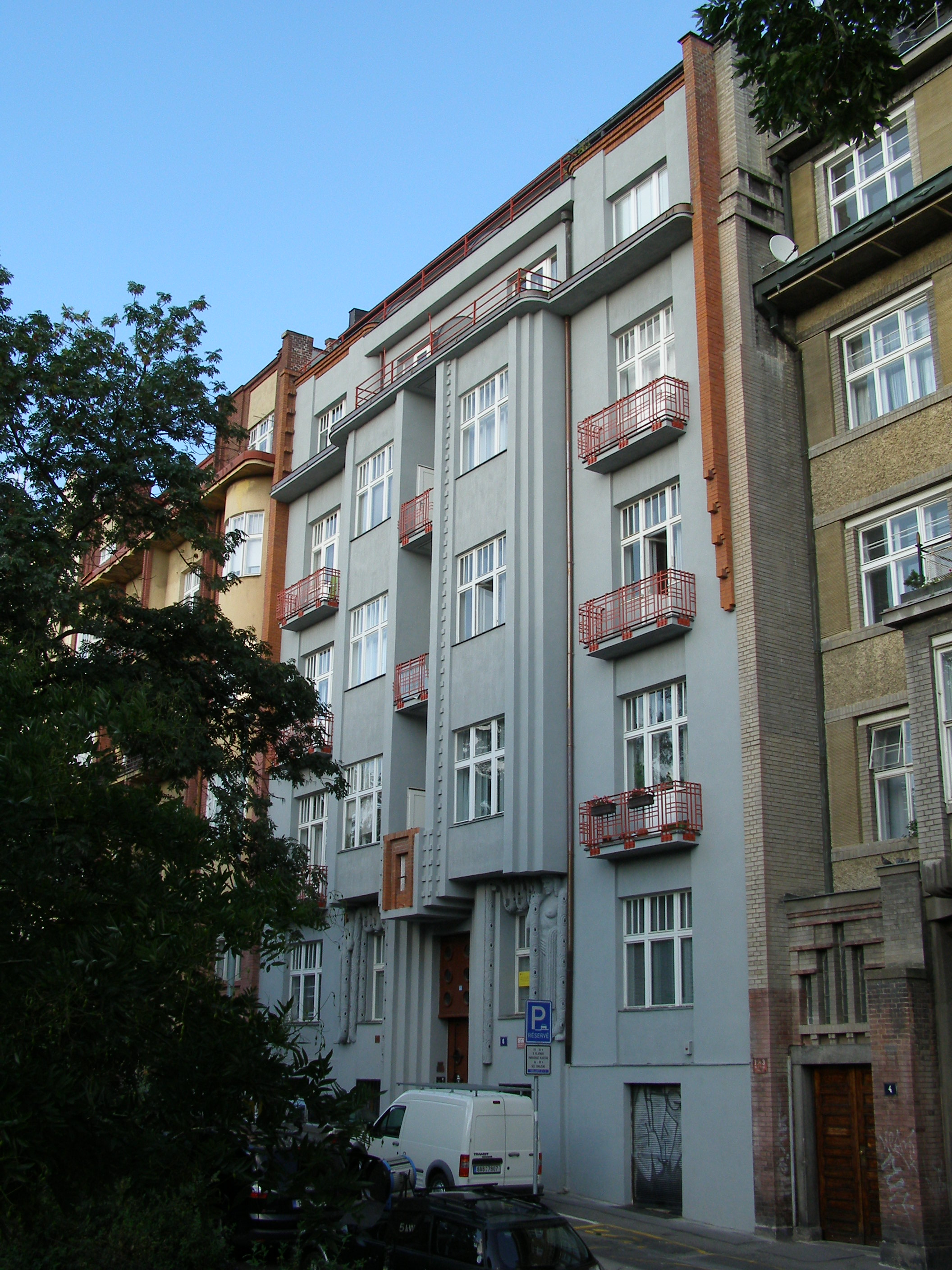
Činžovní dům Chopinova 1556/6, Praha
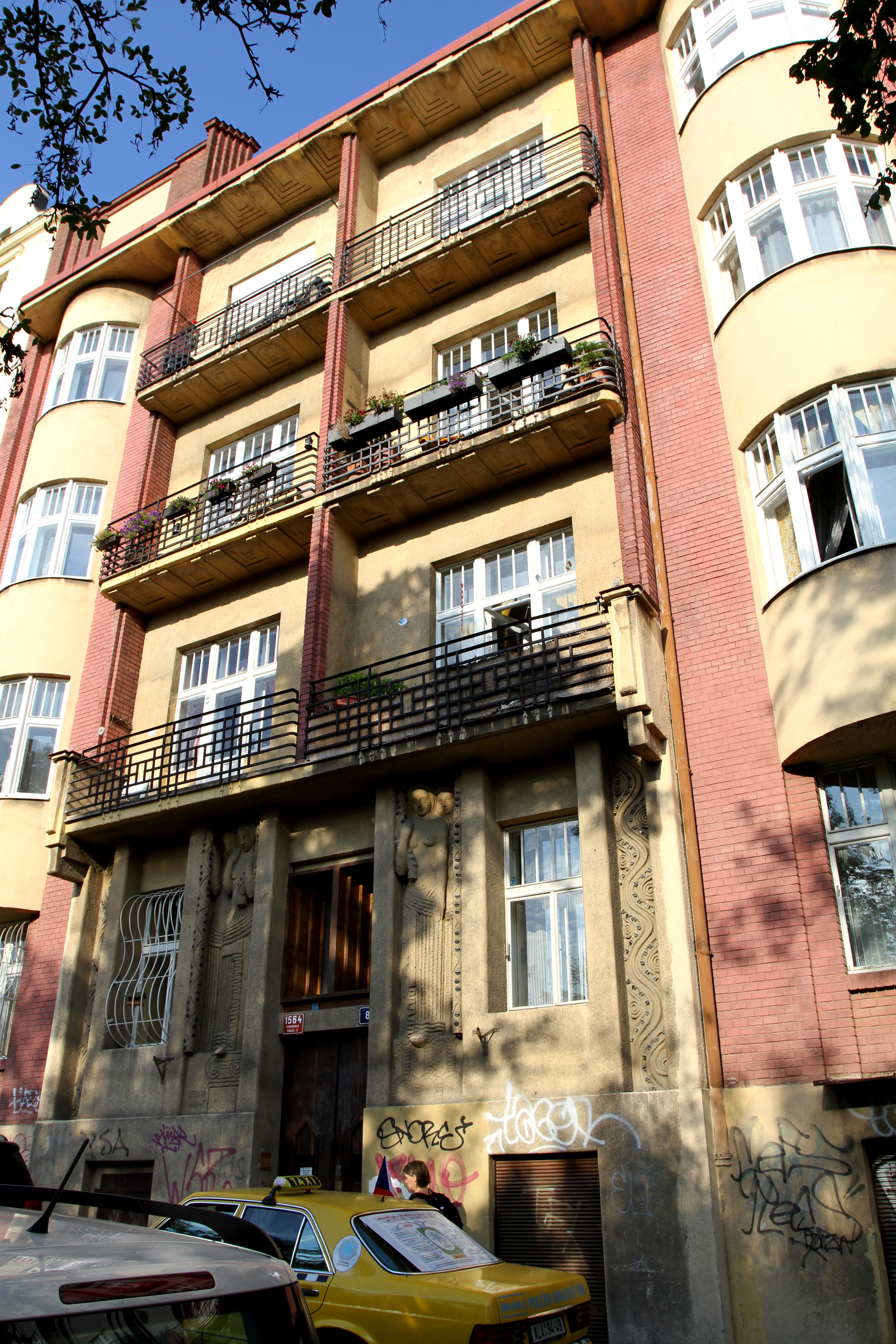
Činžovní dům Chopinova 1564/8, Praha
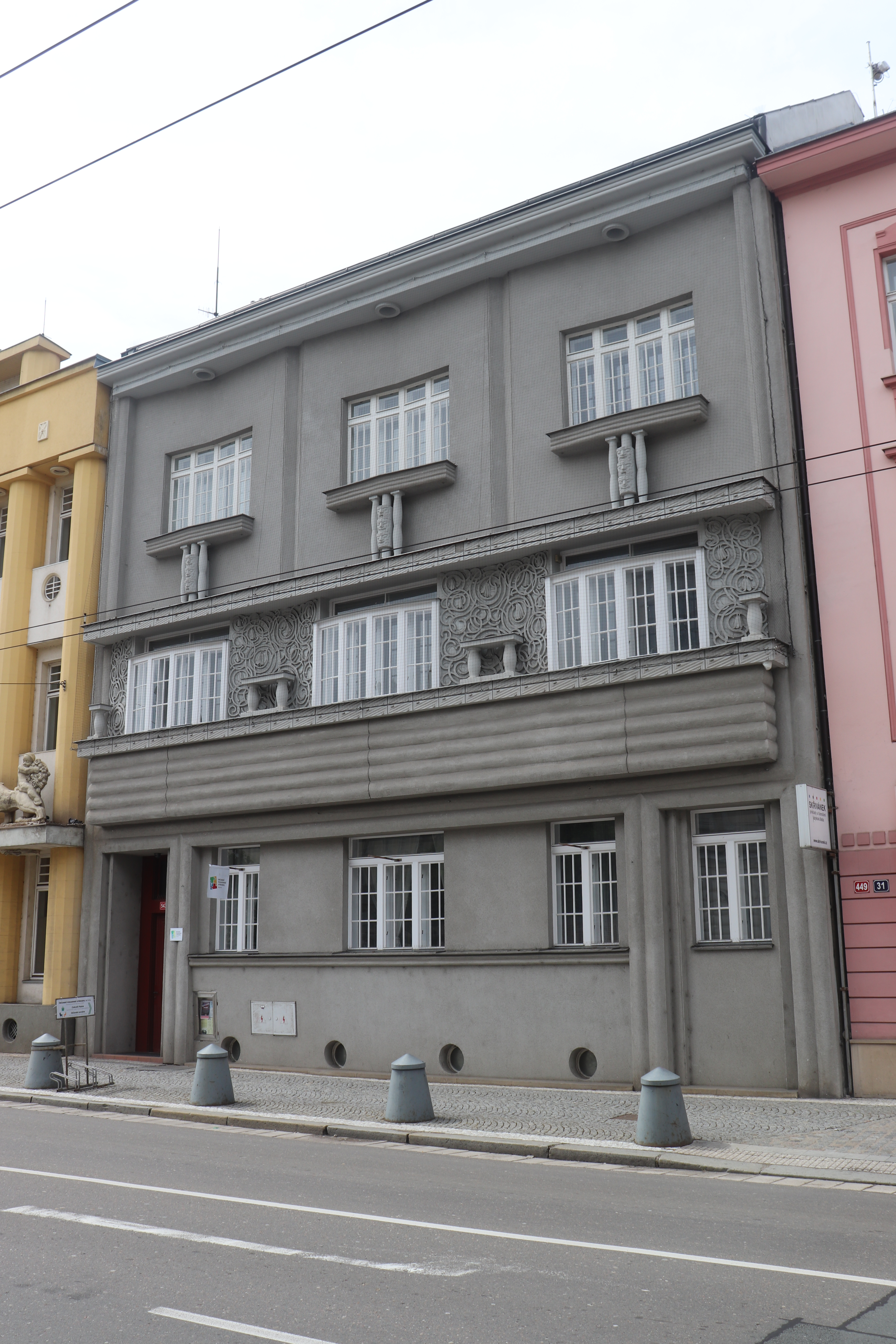
Rejchlův dům, Hradec Králové
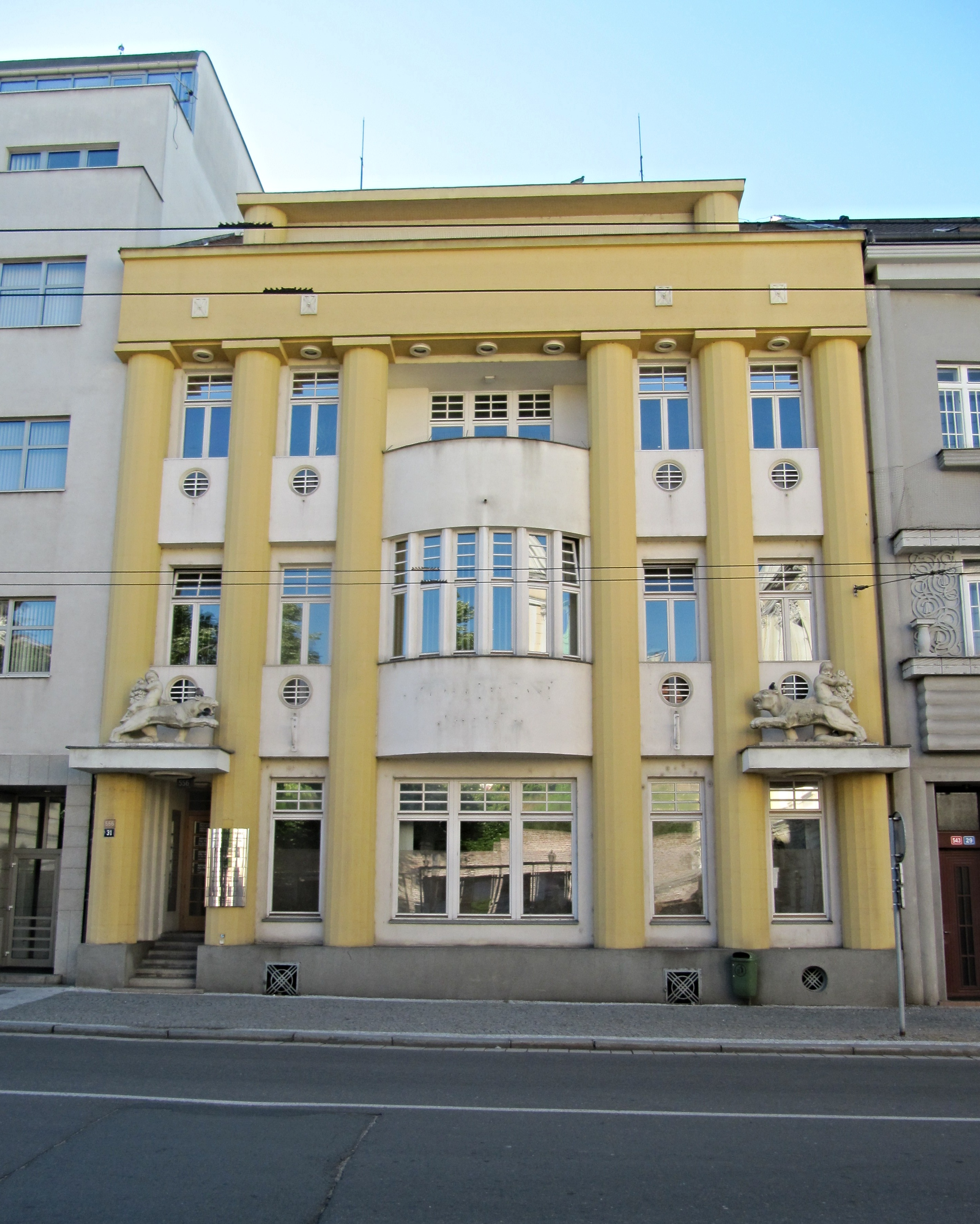
Činžovní dům Josefa Jihlavce I
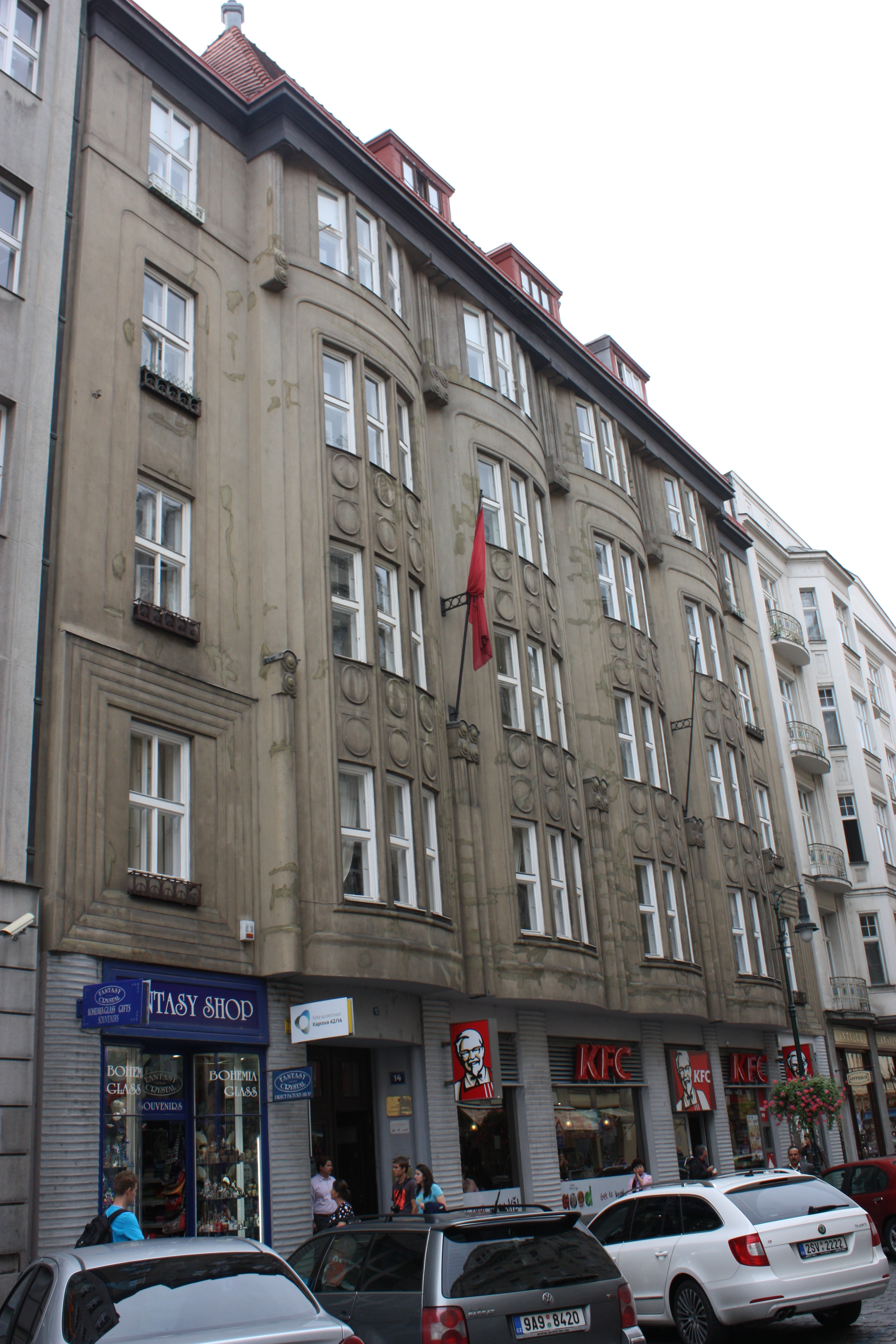
Kaprova 14, Praha
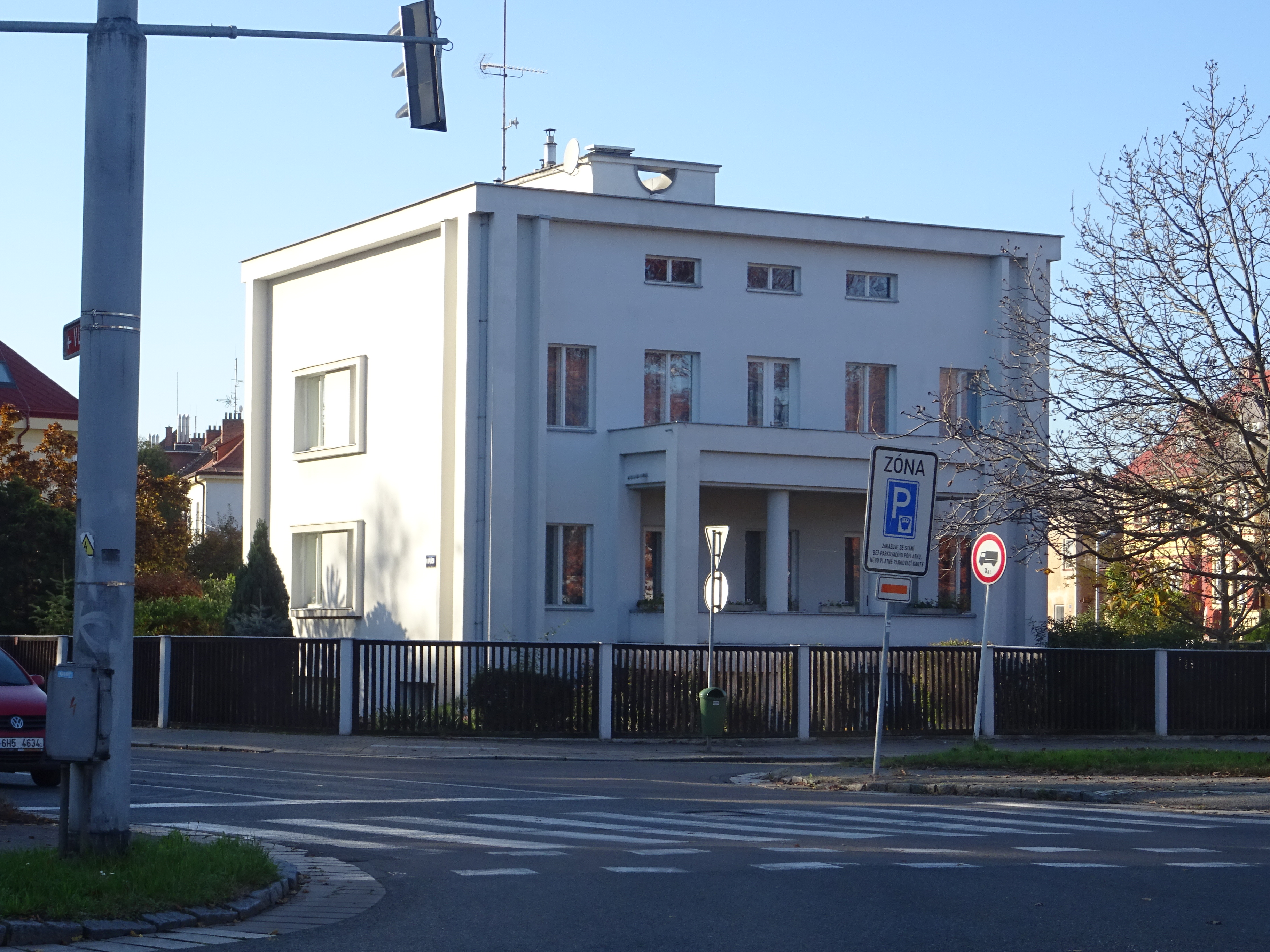
Vila Tesařových, Hradec Králové